# Santa Anna de Catllà
Santa Anna és una capella al poble de Catllà, a la comuna del mateix nom, de la comarca del Conflent, a la Catalunya del Nord. És a peu de carretera a l'extrem nord-oest del nucli de Catllà, a la confluència de la carretera D - 619 amb el Camí de Mosset. És una petita capella de carrer, que conté únicament el presbiteri, amb l'altar: la zona dedicada als fidels era el carrer mateix. Té una coberta a dos vessants.